# جيتن شرما
جيتن شرما (3 يناير 1966 في الهند - ) هو لاعب كريكت هندي. شارك مع منتخب الهند الوطني للكريكت. أما مع النوادي، فقد لعب مع Bengal cricket team ‏ وفريق هاريانا للكريكت ‏.

## وصلات خارجية
- جيتن شرما على موقع إي آس بي آن كريك إنفو (الإنجليزية)